# Montanistika
Montanistika je veda o rudah in rudarstvu, v širšem smislu pa tudi o gradnji predorov. Beseda izhaja iz latinskega poimenovanja za goro (mons). Razvija znanja o pridobivanju mineralov iz zemeljske skorje, upravljanju rudnikov in taljenju rud.
Bolj udomačen izraz za montanista je rudarski strokovnjak.